# القنانة في روسيا

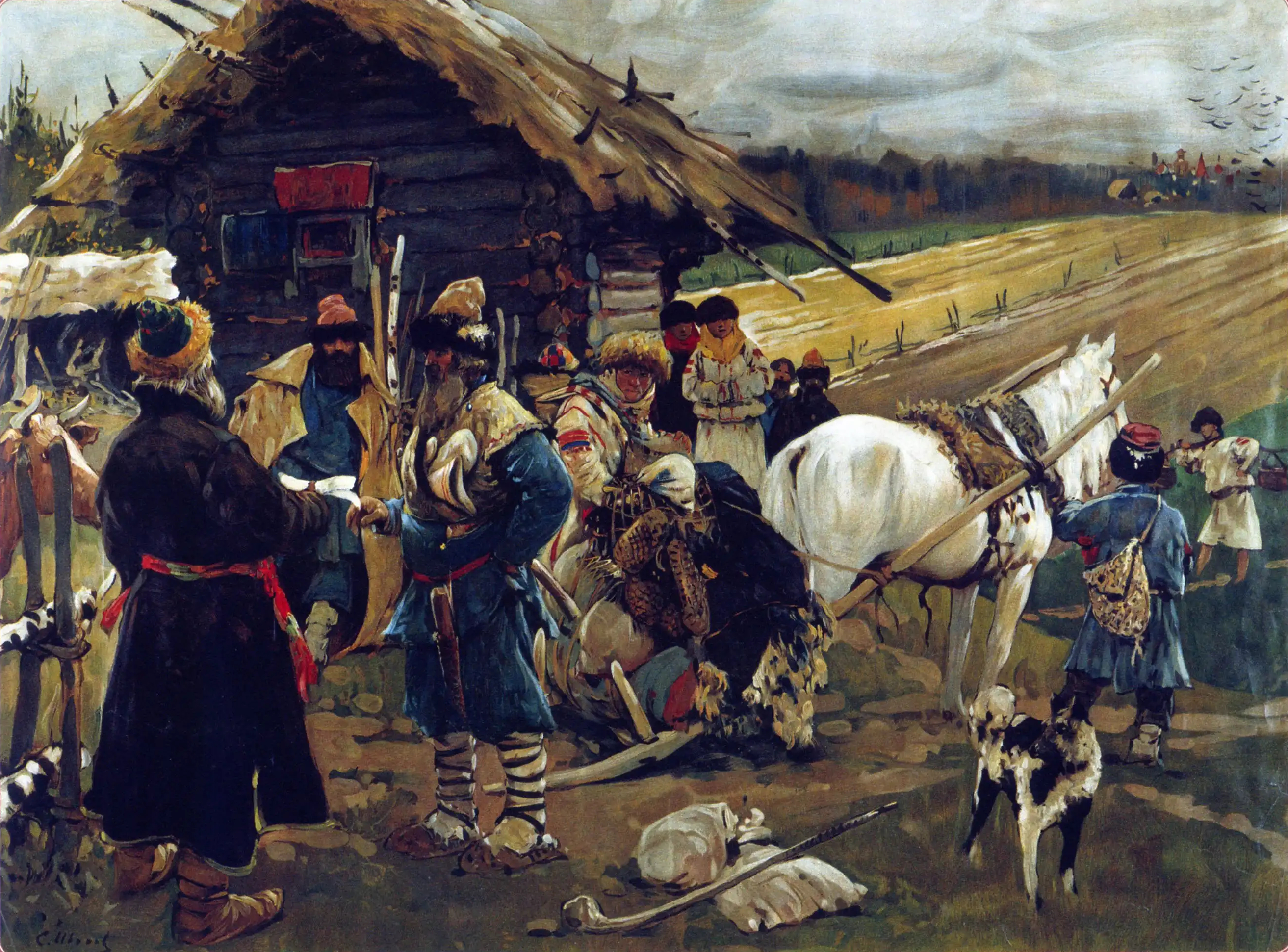
لوحة فلاح يغادر أرضه لسيرغي إيفانوف.

يشير مصطلح القنانة في روسيا القيصرية حرفيًا إلى الشخص غير الحر الذي، على عكس العبودية، لا يمكن بيعه إلا مع الأرض التي «يرتبط بها» كما يبين التاريخ. لم يعد هذا شرطًا قائمًا مع ذلك بحلول القرن التاسع عشر، ولم يعد من الممكن التمييز بين الأقنان والعبيد عمليًا. ميزت الوثائق القانونية المعاصرة، كمدونة برافدا الروسية (القرن الثاني عشر وما بعده)، بين عدة درجات من التبعية الإقطاعية للقرويين. أنهي شكلًا آخر من أشكال الاستعباد في روسيا ألا وهو الخولوبس على يد بطرس الأكبر في عام 1723. أُلغيت القنانة على يد ألكسندر الثاني نتيجة لإصلاح التحرر 1861 الذي أجراه في البلاد؛ ومع ذلك، منحت الدولة في الماضي القرويين حق مقاضاة السلطات للإفراج عنهم من القنانة في ظل ظروف معينة فقط، واتخذت أيضًا تدابير تدين إساءة استخدام سلطة الملاك.
أصبحت القنانة العلاقة السائدة بين القرويين في روسيا والنبلاء في القرن السابع عشر. شاعت القنانة أكثر في المناطق المركزية والجنوبية من روسيا القيصرية وفي الإمبراطورية الروسية اللاحقة منذ عام 1721. ندر وجود العبودية في روسيا الصغرى (أجزاء من وسط أوكرانيا اليوم) وأراضي القوزاق الأخرى وجبال الأورال وسيبيريا حتى عهد كاترين الثانية (التي حكمت منذ 1762 إلى 1796)، وعندما انتشرت القنانة في أوكرانيا كذلك، شرع النبلاء في إرسال أقنانهم إلى أراضي القوزاق في محاولة لنهب مواردهم الطبيعية الهائلة غير المستغلة.
خشي الإمبراطور وكبار مسئولو الدولة أن تحرير القرويين سوف يصاحبه اضطرابات شعبية بالأخذ في الاعتبار لعزوف الملاك عن خسارة ما يمتلكون من الأقنان، لكنهم اتخذوا بعض الإجراءات لتحسين وضع القرويين.
أراد الإمبراطور ألكسندر الأول أن يجري إصلاحات على النظام لكنه فعل ذلك بحرص وتدبير بتحرير الأقنان في إستونيا (1816)، وليفونيا (1816)، وغوبرنيه كورلندا (1817) فقط. منحت القوانين الجديدة لجميع الطبقات حق (باستثناء الأقنان) امتلاك الأراضي، وهو ما كان يعد امتيازًا مقتصرًا على النبلاء فقط في السابق. ألغى الإمبراطور ألكسندر الثاني العبودية في إصلاح التحرر 1861 بعد بضع سنوات من الإمبراطورية النمساوية والولايات الألمانية الأخرى. قدم العلماء أسبابًا عدة متناقضة لذلك الإلغاء من ضمنها الخوف من أن يشعل الأقنان ثورة واسعة النطاق والاحتياجات المالية للحكومة والحساسيات الثقافية المتغيرة وحاجة الجيش للجنود.

## المصطلح
يشير المصطلح الروسي muzhik أو moujik إلى «القروي الروسي» عند استخدامه في اللغة الإنجليزية. اقترضت اللغات الغربية هذه الكلمة من اللغة الروسية من خلال تراجم القرن التاسع عشر للأدب الروسي الذي كان يصف الحياة الريفية في روسيا في ذلك الوقت إذ استخدمت كلمة muzhik لتشير إلى أكثر سكان الريف شيوعًا- القرويين- ولكن يعد ذلك أحد المعاني السياقية المحدودة للكلمة.

## التاريخ

### النشأة
يعود أصل نظام العبودية في روسيا إلى القرن الثاني عشر عندما بدأ استغلال ما يسمى بالزاكوب في الأراضي الصالحة للزراعة والسخرة للفلاحين الأحرار، ويعد ذلك النظام الأقرب إلى ما يُعرف الآن بنظام القنانة. كان للفلاح الحر المملوك للأمراء ممتلكات شخصية وحقوق شخصية محدودة وكان للأمير حق استيراث ممتلكاته.

### من القرن الثالث عشر حتى القرن الخامس عشر
خضع عدد كبير من القرويين للتباعية الاقطاعية منذ القرن الثالث عشر إلى القرن الخامس عشر، لكن لم تكن القنانة كما نعهدها ظاهرة منتشرة. حظيت فئات معينة من القرويين في بعض المناطق بحق ترك أسيادهم لفترة محددة قد تكون أسبوع واحد قبل يوم يوري أو بعده (26 نوفمبر). أكد مرسوم سوديبنيك لعام 1497 رسميًا هذا الحد الزمني وجعله يسري على الجميع، وحدد أيضًا مبلغ رسوم «الانفصال» المسماة pozhiloye (пожилое). عززت قواعد سوديبنيك (1497) التي أصدرها إيفان الثالث ملك روسيا تبعية القرويين على مستوى الدولة وقيدت حرية حركتهم. خاض القرويون في روسيا حربًا ضد الدول التي خلفت خانية القبيلة الذهبية، وعلى رأسها خانات القرم. عانى سكان روسيا في المناطق الحدودية سنويًا من غزوات التتار وغارات العبيد في أوروبا الشرقية على يد القرميين والنوغاي، وتحمل عشرات الآلاف من النبلاء مسئولية حماية المناطق الحدودية الجنوبية (وهو ما شكل عبئًا ثقيلًا على الدولة) ما ساهم في إبطاء تطورها الاجتماعي والاقتصادي وزاد من الضرائب المفروضة على القرويين.

### العبيد والأقنان
نشأت القنانة وظلت في روسيا بشكلٍ مجمل بعد غيرها من الدول الأوروبية بكثير. ظلت العبودية نظام معترف به قانونيًا في روسيا حتى عام 1723 عندما ألغى بطرس الأكبر العبودية وحول العبيد إلى أقنان. ارتبط هذا القرار أكثر بعبيد الأسر المعيشية لأن العبيد الزراعيين الروس تحولوا رسميًا إلى أقنان في وقت سابق من عام 1679.
لم يمنع التحول الرسمي لحالة الأقنان ومنع بيع الأقنان بدون امتلاكهم الأراضي التجارة في عبيد الأسر المعيشية، بل تغير اسم تلك التجارة فقط. كان أصحاب الأقنان من القطاع الخاص ينظرون إلى القانون باعتباره مجرد إجراء شكلي. وبدلًا من «بيع قروي» كانت الصحف تعلن عن «خادم مقابل أجر» أو ما إلى ذلك.
أصبحت ممارسة بيع الأقنان دون امتلاكهم للأراضي أمرًا شائعًا بحلول القرن الثامن عشر. حظي الملاك بسلطة مطلقة على حياة الأقنان حيث كان بإمكانهم شراءهم وبيعهم والإتجار بهم كيفا يرغبون، وكان لهم بذلك على الأقنان نفس القدر من السلطة الذي امتكله الأميركيون على العبيد المنقولين، وعلى الرغم من ذلك لم يتمسك الملاك دائمًا بممارسة سلطاتهم على الأقنان إلى أقصى حد.
تقدر الإحصائيات الرسمية أن 23 مليون روسي كانوا مملوكين للقطاع الخاص و23 مليونًا كانوا يعتبرون أحرارًا شخصيًا و3,500,000 قروي آخرين كانوا تحت رعاية القيصر (قبل إصلاح التحرر العظيم 1861. عُد قرويو الدولة والقرويون تحت رعاية القيصر أحرارًا شخصيًا على عكس الأقنان، ولم يكن لأي شخص الحق في بيعهم او التدخل في حياتهم العائلية. اعتبروا بموجب القانون «سكانًا زراعيين أحرارًا». سببت صحيفة كولوكول التي نُشرت في لندن بإنجلترا (1857-1865) وجنيف (1865-1867) سخطًا عارمًا في أوروبا. وثقت الصحيفة العديد من حالات الاعتداء الجسدي والعاطفي والجنسي المروع على الأقنان من قبل ملاك الأراضي.